# Los Carcamales
Los Carcamales es una serie de acción, comedia dramática chilena de televisión creada por Kuarzo. tv (Chasqui Chile SpA) y dirigida por Nicol Ruiz y Alejandro Fernández para Canal 13. Fue estrenada el 27 de diciembre de 2020. La serie recorre distintos arcos narrativos en el contexto social chileno, en un grupo de ancianos que se transforman en una banda que en cada capítulo investigarán, planificarán y ejecutarán un plan para ayudar a otros ancianos que necesiten dinero para sus medicamentos y tratamientos. El 31 de enero de 2021 es cambiado de horario a las 23:30 debido al bajo rating que cosechó en su primer mes de estreno.
Es protagonizada por Gloria Münchmeyer, Patricio Contreras, Sergio Hernández, Alejandro Goic, Mariana Loyola, Daniel Alcaíno, Susana Hidalgo, Nicolás Poblete y Alejandro Trejo.

## Producción
La idea principal fue creada en Hollywood (Going with Style 1979 & re make en 2016) Kuarzo.tv comenzó a trabajar con un piloto de 50 minutos, escrito por el guionista Yusef Rumie, basado también en un film idea de A. Valenzuela sobre una banda de ancianos que intentan un plan contra una farmacéutica, y protagonizado por Luz Jiménez, Julio Jung, Sergio Hernández y Fernando Alarcón.
En 2017, Kuarzo.tv presentó el teaser de Los Carcamales a un concurso del Consejo Nacional de Televisión de Chile para adquirir un fondo económico para lograr desarrollar el proyecto. El 5 de septiembre de 2017, en una ceremonia efectuada en el Teatro Municipal de Santiago, con la asistencia de la Presidenta de la República, Michelle Bachelet, el piloto de la serie, Los Carcamales,  recibió por el Estado un subsidio de $556.308.295 de pesos, para efectuar su desarrollo. Además, Los Carcamales fue adquirida por Canal 13 para su emisión. Las grabaciones se iniciaron a en septiembre de 2019 y debió continuar durante el Estallido Social que vivió Chile desde el 18 de octubre del mismo año.

## Historia
La historia sigue a tres hombres, Julián (Patricio Contreras), El Cuervo (Sergio Hernández) y Mariano (Alejandro Goic), amigos de toda la vida que se han visto obligados a cometer actos delictuales bajo una banda ingeniosa, improvisada y geriátrica llamada Los Carcamales, que se ha ve forzada a realizar atracos a farmacias de la capital sin disparar un solo tiro. Esto, porque Estela (Gloria Münchmeyer), la mujer de Julián, está enferma y el elevado costo de su tratamiento supera sus posibilidades económicas, por lo que nos les queda más que atracar farmacias.
Estela es el alma de la casona que alberga un variopinto grupo de ancianos. Ha trabajado por ellos y por otros en la Corporación de Asistencia Judicial. Es su refugio y su vida, por lo que Estela les encomienda a su marido y amigos, ayudar a los desvalidos que ella no pudo socorrer en la vida. Así, Los Carcamales se transforman en una peculiar banda de forajidos que en cada capítulo investigarán, planificarán y ejecutarán un plan para ayudar a quien lo necesite.

## Personajes

### Principales
- Gloria Münchmeyer es Estela Jáuregui, una anciana enferma, la cual el elevado costo de su tratamiento supera sus posibilidades económicas.[5][6]
- Patricio Contreras es Julián Rodríguez, es el esposo de Estela; jefe de la banda Los Carcamales.
- Sergio Hernández es Juan Sánchez, El Cuervo; miembro de Los Carcamales.
- Alejandro Goic es Mariano de la Carrera, mecánico;  miembro de Los Carcamales.
- Mariana Loyola es Laura de la Carrera, hija de Mariano; policía que investiga el caso de la banda Los Carcamales.
- Daniel Alcaíno es Ricardo Sánchez, hijo de El Cuervo.[7]
- Susana Hidalgo es Jovanka.
- Nicolás Poblete es Antonio Varas, detective FDI.
- Alejandro Trejo es Ascanio Troncoso, subalterno de Laura en la FDI.

### Invitados
- Bastián Bodenhöfer es Lucio González Clark, líder de un cartel narcotraficante.
- Katty Kowaleczko es Carmencita, conquista amorosa de Mariano y esposa de Eugenio García.
- Patricio Strahovsky es Eugenio García, dueño del Hotel Trinity.
- Ana Reeves es Martita, madre del "Chico Lucy".
- Fernando Alarcón
- Agustín Moya
- Ramón Llao es Orlando Flores.
- Paula Zúñiga es una dependienta de farmacia asaltada por Los Carcamales.
- Marcial Edwards es un anciano que fue ayudado por Estela en el pasado.
- Gregory Cohen
- Felipe Ríos
- Ángela Vallejo
- Víctor Montero
- Roxana Naranjo
- Isidora Urrejola
- Carlos Martínez Muñoz, interrogador